# Microcampylus regularis
Microcampylus regularis is een mosdiertjessoort uit de familie van de Eridotrypellidae. De wetenschappelijke naam van de soort is voor het eerst geldig gepubliceerd in 2008 door Ernst.